# 悪童 小説 寅次郎の告白
『悪童 小説 寅次郎の告白』（ワルガキ しょうせつ とらじろうのこくはく）は、映画監督・脚本家の山田洋次による長編小説。「けっこう毛だらけ 小説・寅さんの少年時代」と題し2011年1月から2012年11月にかけて『男はつらいよ 寅さんDVDマガジン』（講談社）Vol.1からVol.50に連載、改稿・加筆を経て改題し、講談社より2018年9月7日に刊行された。山田監督による映画『男はつらいよ』シリーズの中で描かれなかった主人公の「寅さん」こと車寅次郎の生い立ちを、寅さん自身が語る一人称形式で描く。
『少年寅次郎』（しょうねんとらじろう）と題してNHK総合テレビの「土曜ドラマ」枠にて岡田惠和脚本、井上真央主演により2019年にテレビドラマ化された。

## 登場人物
車寅次郎

## 書誌情報
- 悪童 小説 寅次郎の告白（2018年9月7日[1]、講談社、ISBN 978-4-06-220729-4）
- 特装版・倍賞千恵子朗読CD付き「悪童 小説 寅次郎の告白」（2019年10月3日[5]、講談社、ISBN 978-4-06-517617-7）[6]

## テレビドラマ
『少年寅次郎』（しょうねんとらじろう）と題し、NHK総合の「土曜ドラマ」枠にて2019年10月19日から11月16日まで放送された。連続5回。脚本は岡田惠和、主演は井上真央。
NHK BS4Kにて2019年10月16日から11月13日まで毎週水曜日の19時50分から20時39分に先行放送された。
2020年12月4日、11日にスペシャル版がドラマ10（22時 - 22時45分）で放送された。2021年5月17日には、前後編をまとめ未公開シーンも加えたスペシャル完全版が放送された（98分）。

### キャスト

#### 主要人物
- 車光子[注 1] - 井上真央
- 車寅次郎[注 2] - 藤原颯音、井上優吏
- 車平造[注 3] - 毎熊克哉
- 車竜造[注 4] - 泉澤祐希
- 車つね[注 5] - 岸井ゆきの
- 車さくら[注 6] - 落井実結子、野澤しおり、乳児期中村乙葉
- 車昭一郎[注 7] - 村山陽央、山時聡真
- 車正吉[注 8] - きたろう
- お菊[注 9] - 山田真歩
- さとこ - 森七菜[11]
- 坪内夏子[注 10] - 井頭愛海
- 坪内散歩[注 11] - 岸谷五朗
- 御前様 - 石丸幹二

#### その他
- つる屋重吉 - 一本気伸吾
- おそめ - 長井短（第1話）
- おしづ - 増子倭文江（第1話）
- クボチンの母 - 原扶貴子（第1話）
- 冬子[注 12] - 新井美羽（第2話）
- 千吉 - 尾上右近（第3話）[12]
- 易者 - 小倉久寛（第3話）
- マサオの父 - 山本浩司（第4話）
- マサオの母 - しゅはまはるみ（第4話）
- 般若の政吉 - 矢崎広（最終話）

### スタッフ
- 原作 - 山田洋次『悪童 小説 寅次郎の告白』より
- 脚本 - 岡田惠和
- 音楽 - 馬飼野康二
- 語り - 原由子[13]
- 時代考証 - 天野隆子
- 所作指導 - 西川箕乃助
- 制作統括 - 小松昌代（NHKエンタープライズ）、髙橋練（NHK）
- 演出 - 本木一博（NHKエンタープライズ）、船谷純矢（NHKエンタープライズ）、岡崎栄（NHKエンタープライズ）
- 制作 - NHKエンタープライズ
- 制作・著作 - NHK

### 放送日程

#### 2019年放送
| 放送回 | 放送日   | 放送日   | ラテ欄                                                 | 演出     |
| 放送回 | 総合     | BS4K     | ラテ欄                                                 | 演出     |
| ------ | -------- | -------- | ------------------------------------------------------ | -------- |
| 第1話  | 10月19日 | 10月16日 | 寅さん出生の秘密から知られざる少年期! 山田洋次原作より | 本木一博 |
| 第2話  | 10月26日 | 10月23日 | 母のため妹のため奮闘努力の寅次郎! 山田洋次原作より     | 本木一博 |
| 第3話  | 11月02日 | 10月30日 | 初恋! 寅さんの片思い人生が今夜始まる                   | 本木一博 |
| 第4話  | 11月09日 | 11月06日 | 二人の母! 寅次郎顔で笑って腹で泣く! 山田洋次原作より   | 船谷純矢 |
| 最終話 | 11月16日 | 11月13日 | さらば寅次郎! 旅立ちに隠された心と父の涙!              | 岡崎栄   |

#### スペシャル版（2020年放送）
| 各話  | 放送日   | ラテ欄 | 演出     |
| ----- | -------- | --- | -------- |
| 第1話 | 12月04日 | あの寅次郎が帰ってくる! 誕生秘話から始まるあったかエピソードに泣いて笑って癒され! 寅さんの優しさの原点がここにある | 本木一博 |
| 第2話 | 12月11日 | | 本木一博 |

| NHK総合 土曜ドラマ                                | NHK総合 土曜ドラマ                           | NHK総合 土曜ドラマ                                       |
| 前番組                                            | 番組名                                       | 次番組                                                   |
| ------------------------------------------------- | -------------------------------------------- | -------------------------------------------------------- |
| サギデカ （2019年8月31日 - 9月28日）              | 少年寅次郎 （2019年10月19日 - 11月16日)      | みをつくし料理帖スペシャル （2019年12月14日 - 12月21日） |
| NHK総合 ドラマ10                                  |                                              |                                                          |
| タリオ 復讐代行の2人 （2020年10月9日 - 11月20日） | 少年寅次郎スペシャル （2020年12月4日・11日） | ドリームチーム （2021年1月22日 - 3月12日）               |